# Copa da África Ocidental de 1984
A Copa da África Ocidental de 1984 foi realizada em Burkina Faso, no período de 17 de Novembro a 28 de Novembro.

## Group stage
| Time            | Pts | Ptd | V | E | D | GP | GC | SG |
| --------------- | --- | --- | - | - | - | -- | -- | -- |
| Gana            | 6   | 4   | 2 | 2 | 0 | 8  | 4  | +4 |
| Togo            | 5   | 4   | 1 | 3 | 0 | 6  | 4  | +2 |
| Burkina Faso    | 5   | 4   | 1 | 3 | 0 | 6  | 5  | +1 |
| Costa do Marfim | 4   | 4   | 1 | 2 | 1 | 5  | 6  | -1 |
| Benin           | 0   | 4   | 0 | 0 | 4 | 3  | 9  | -6 |

| 17 de Novembro, 1984 | Togo | 1 – 1 | Burkina Faso |  |
|                      |      |       |              |  |

| 18 de Novembro, 1984 | Gana | 2 – 0 | Costa do Marfim |  |
|                      |      |       |                 |  |

| 20 de Novembro, 1984 | Costa do Marfim | 2 – 2 | Burkina Faso |  |
|                      |                 |       |              |  |

| 21 de Novembro, 1984 | Togo | 2 – 2 | Gana |  |
|                      |      |       |      |  |

| 22 de Novembro, 1984 | Benin | 1 – 2 | Burkina Faso |  |
|                      |       |       |              |  |

| 23 de Novembro, 1984 | Togo | 1 – 1 | Costa do Marfim |  |
|                      |      |       |                 |  |

| 24 de Novembro, 1984 | Gana | 1 – 1 | Burkina Faso |  |
|                      |      |       |              |  |

| 24 de Novembro, 1984 | Benin | 1 – 2 | Costa do Marfim |  |
|                      |       |       |                 |  |

| 25 de Novembro, 1984 | Togo | 2 – 0 | Benin |  |
|                      |      |       |       |  |

| 27 de Novembro, 1984 | Gana | 3 – 1 | Benin |  |
|                      |      |       |       |  |

## Final
| 28 de Novembro, 1984 | Togo | 1 – 1 (Tempo Extra) (3-4 nos Pênaltis) | Gana |  |
|                      |      |                                        |      |  |

## Vencedor
| Vencedor da Copa da África Ocidental de 1984 |
| -------------------------------------------- |
| Gana (3º título)                             |